# ناردو
ناردو أو نارطس (بالإيطالية: Nardò)‏ هي بلدية في مقاطعة ليتشي في إقليم بوليا الإيطالي.

## السكان
في سنة 1861 بلغ عدد السكان 8٬197 نسمة، وتطور العدد ليصل في سنة 2011 لـ 31٬688 نسمة.
يظهر هذا المخطط البياني تطور النمو السكاني لـ ناردو

## توأمة
لناردو اتفاقيات توأمة مع كل من:
- أتري
- كونفيرسانو

## أعلام
- ستيفانو روسو
- دانييلي غريكو
- فابريتسيو ميكولي